# Carabus guerini
Carabus guerini es una especie de insecto adéfago del género Carabus, familia Carabidae. Fue descrita científicamente por Fischer von Waldheim en 1844.
Habita en China y Kazajistán.